# The Glass Ghost
The Glass Ghost è il terzo EP della cantautrice britannica Phildel, pubblicato il 4 marzo 2013.

## Promozione
Il 10 novembre 2013 è stato diffuso il videoclip di Comfort Me, il 1º marzo 2014 quello di Celestial.

## Tracce
Testi e musiche di Phildel, eccetto dove indicato.
1. Heaven: An Introduction – 1:36
2. The Glass Ghost – 3:55
3. Comfort Me – 4:09 (Chris Young, Phildel)
4. Celestial – 3:42
5. Porcelain – 5:06
6. Comfort Me (Delerium remix) – 5:01 (musica: Phildel, Delerium)

## Formazione
- Phildel - voce, pianoforte, sintetizzatore, produzione, fotografia
- Luca Kocsmarszky - violino (tracce 2 e 3)
- Adam Morris - percussioni (tracce 1, 2, 3 e 4)
- Ashwin Sood - percussioni (traccia 3)
- Mark Bates - programming (tracce 2 e 3)
- Delerium - remix (traccia 6)
- Friends Of Glass - suoni di bicchieri
- Stanley Gabriel - produzione, ingegneria del suono
- Callum Jagger - artwork